# Гимн Белорусской Народной Республики
«Мы выйдем плотными рядами» (бел. Мы выйдзем шчыльнымі радамі), также известный как «Воинский марш» (бел. Ваяцкі марш) — в настоящее время считается государственным гимном Белорусской народной республики, провозглашённой 25 марта 1918 года.

## История
Текст гимна впервые был опубликован 30 октября 1919 года в Минске, который в то время находился под польским контролем. Современная Рада БНР утверждает, что марш был принят в качестве гимна в 1920 году. Гимн активно использовался участниками Слуцкого восстания.
В советские времена марш был под запретом. При этом существовали попытки адаптировать его согласно реалиям советского строя с заменой упоминания бело-красно-белого флага на упоминание красного флага. Марш активно использовался организациями белорусской диаспоры, выступавшими за независимость Белоруссии от СССР.
В 1991 году, после обретения Белоруссией независимости, выдвигались предложения сделать «Воинский марш» государственным гимном наряду с установлением в качестве государственных символов герба «Погоня» и бело-красно-белого флага. В частности, с публичным обращением об этом выступили известные белорусские писатели В. Быков, А. Адамович и Р. Бородулин.
Сегодня марш пользуется определённой популярностью среди части белорусского народа и регулярно фигурирует среди предлагаемых альтернатив существующему гимну страны.

## Текст гимна
| Текст Мы выйдзем шчыльнымі радамі На вольны родны свой прастор. Хай воля вечна будзе з намі, А гвалту мы дамо адпор! Няхай жыве магутны, сьмелы Наш беларускі вольны дух. Штандар наш бел-чырвона-белы, Пакрый сабой народны рух! На бой! За шчасьце і за волю Народу слаўнага свайго! Браты, цярпелі мы даволі, На бой — усе да аднаго! Імя і сілу беларуса Няхай пачуе й убачыць той, Хто сьмее нам нясьці прымусы І першы выкліча на бой. Браты, да шчасьця мы падходзім: Хай гром грыміць яшчэ мацней! У крывавых муках мы народзім Жыцьцё Рэспублікі сваей! |  | Текст латинским алфавитом My vyjdziem ščylnymi radami Na volny rodny svoj prastor. Chaj vola viečna budzie z nami, A hvałtu my damo adpor! Niachaj žyvie mahutny, śmieły Naš biełaruski volny duch. Štandar naš bieł-čyrvona-bieły, Pakryj saboj narodny ruch! Na boj! Za ščaście i za volu Narodu słaŭnaha svajho! Braty, ciarpieli my davoli, Na boj — usie da adnaho! Imia i siłu biełarusa Niachaj pačuje j ubačyć toj, Chto śmieje nam niaści prymusy I pieršy vykliča na boj. Braty, da ščaścia my padchodzim: Chaj hrom hrymić jašče macniej! U kryvavych mukach my narodzim Žyćcio Respubliki svajej! |  | Подстрочный перевод Мы выйдем плотными рядами На свободный родной свой простор. Пусть свобода вечно будет с нами, А насилию мы дадим отпор! Да здравствует могучий, смелый Наш белорусский вольный дух. Штандарт наш бело-красно-белый, Покрой собой народное движение! В бой! За счастье и за свободу Народа славного своего! Братья, терпели мы достаточно. В бой, все до одного! Имя и силу белоруса Пусть услышит и увидит тот, Кто смеет нам нести принуждение И первый вызовет на бой. Братья, к счастью мы подходим: Пусть гром гремит ещё сильней! В кровавых муках мы родим Жизнь Республики своей! | Вольный поэтический перевод Мы выйдем плотными рядами На вольный наш родной простор. Пусть воля вечно будет с нами, Насилью мы дадим отпор! Да здравствует могучий, смелый Наш белорусский вольный дух. Штандарт наш бело-красно-белый Возносят миллионы рук! Вперед! За счастье и за волю Народу славного своего! Вперед, терпели мы довольно, На битву — все до одного! Имя и силу белоруса Увидит и запомнит тот, Кто нам несёт неволи узы И первым в битву позовёт. О братья, к счастью мы подходим: Пусть гром гремит ещё мощней! В кровавых муках мы построим Жизнь гордой Родины своей! |

## Вариации
Существует также две иные версии второго куплета:

Хай ажыве закамянелы

Наш беларускі вольны дух.

Штандар наш бел-чырвона-белы,

Пакрыў сабой народны рух!

Хай перарве усi прапоны

Наш беларускі вольны дух.

Свабоды сцяг штандар чырвоны,

Пакрыў сабой народны рух!

Что в переводе на русский язык означает соответственно:

Пусть оживёт окаменевший

Наш белорусский вольный дух.

Штандарт наш бело-красно-белый,

Покрыл собой народное движение!

Пусть прорвёт все преграды

Наш белорусский вольный дух.

Стяг свободы — красное знамя,

Покрыл собой народное движение!